# الانتخابات العامة في تونغا 2021
جرت الانتخابات العامة في تونغا في 18 نوفمبر 2021 لانتخاب 17 مقعدًا من أصل 26 مقعدًا في الجمعية التشريعية.

## خلفية
أسفرت الانتخابات العامة لعام 2017 عن فوز ساحق للحزب الديمقراطي للجزر الصديقة (يُعرف اختصارًا باللغة المحلية PTOA)‘ وأُعيد انتخاب أكيليسي بوهيفا رئيسًا للوزراء‘ متغلبًا على نائب رئيس الوزراء السابق سياوسي سوفاليني، حيث حصل على 14 صوتًا مقابل 12. وفي سبتمبر 2019‘ تُوفي بوهيفا‘ وانتُخب بوهيفا توتشونيتوا رئيسًا للوزراء بدعم من النبلاء والنواب المستقلين و 5 أعضاء سابقين في الحزب. ضمت حكومته ثلاثة نبلاء سبق استبعادهم خلال حكم سابِقِه.
في ديسمبر 2020‘ قدَّم سيميسي سيكا زعيم الحزب الديمقراطي اقتراحًا بحجب الثقة عن رئيس الوزراء توتشونيتوا. وأيد الاقتراح نائب رئيس الوزراء سيون فونا فاوتوسيا‘ الذي استقال لاحقًا من مجلس الوزراء. ولكن رفض المجلس التشريعي اقتراح سحب الثقة بنسبة 13 : 9 في 12 يناير 2021.
بعد وفاة أكيليسي بوهيفا‘ انقسم حزب PTOA‘ وذلك مع ظهور منافسات بين Siaosi Pohiva وصهره Mateni Tapuelu. في الفترة التي سبقت الانتخابات أدى هذا إلى انقسام رسمي‘ حيث ترك بوهيفا مجلس إدارة الحزب و «الفريق الأساسي» فيه.
في الفترة التي سبقت الانتخابات، جرى إدانة وزيرة البنية التحتية والسياحة‘ أكوسيتا لافولافو‘ وزوجها‘ إتيت لافولافو‘ الذي عمل سابقًا كوزير‘ بالحصول على أموال عن طريق ادعاءات كاذبة وحُكم عليهما بالسجن لمدة ست سنوات من قبل المحكمة العليا.

## النظام الانتخابي
تضم الجمعية التشريعية في تونغا ما يصل إلى 30 عضوًا‘ منهم 17 يجري انتخابهم مباشرة عن طريق التصويت من قبل دوائر انتخابية ذات عضو واحد. يوجد في جزيرة تونجاتابو عشرة دائرة انتخابية، و ثلاثة في فافأو، واثنين في هاباي و واحدة لكل من 'Eua و Niuatoputapu / Niuafo'ou. هناك تسعة مقاعد مخصصة للنبلاء، حيث ينتخبون الأعضاء فيما بينهم. ويجوز أن يضم مجلس الوزراء الذي يشكله رئيس الوزراء ما يصل إلى أربعة أعضاء غير منتخبين إلى الجمعية‘ والذين يصبحون بعد ذلك أعضاءً في الهيئة التشريعية تلقائيًا. كان هناك حوالي 60 ألف ناخب مؤهلين للتصويت عند بدء الانتخابات.

## الحملة الانتخابية
جرى حل البرلمان في 16 سبتمبر. وكان هناك 75 مرشحا‘ من بينهم 12 امرأة‘ لخوض الانتخابات. انسحب أحد المرشحين في وقت لاحق‘ بينما توفي مرشح آخر‘ وبقي 73 مرشحًا. على الرغم من الإغلاق لمدة أسبوع بسبب حالة فيروس كورونا، إلا أن الانتخابات أُجريت دون تأخير.
لم يقم رئيس الوزراء Pohiva Tuʻiʻonetoa بالترويج لحزبه خلال الحملة‘ وتنافس العديد من الوزراء كمستقلين.

## النتائج
أسفرت نتائج الانتخابات عن برلمان كل أعضائه من الرجال‘ وهناك تسعة نواب جدد. فقد قادة كل من الحزب الديمقراطي للجزر الصديقة (PTOA)‘ سيميسي سيكا وسيوسي بوهيفا‘ مقاعدهم‘ كما خسر نواب كبار آخرين من حزب PTOA. في حين فاز حزب PTOA بالأغلبية في معظم الدوائر الانتخابية. أدى تقسيم الأصوات بين الفصائل المتنافسة إلى خسارة مقاعد لصالح مرشحين مستقلين. جرى انتخاب ثلاثة مرشحين فقط من PTOA هم: Semisi Fakahau و Veivosa Taka و Saia Piukala. واحتفظ حزب الشعب رسميًا بمقعد واحد فقط.
أفادت مفوضية الانتخابات أن إقبال الناخبين بلغ 62٪.
|                                 |                                 |         |   |         |     |
| الحزب                           | الحزب                           | الأصوات | % | المقاعد | +/– |
|                                 | حزب الشعب                       |         |   | 6       | New |
|                                 | الحزب الديمقراطي للجزر الصديقة ‏ |         |   | 4       | –10 |
|                                 | مستقلون                         |         |   | 7       | +4  |
| ممثلي النبلاء                   | ممثلي النبلاء                   |         |   | 9       | 0   |
| المجموع                         | المجموع                         |         |   | 26      | –   |
|                                 |                                 |         |   |         |     |
| الناخبين المسجلين ومعدل الإقبال | الناخبين المسجلين ومعدل الإقبال | 62٬253  | – |         |     |

### مقاعد الشعب
| الدائرة       | انتخب                  | الطرف                          | الأصوات |
| ------------- | ---------------------- | ------------------------------ | ------- |
| تونجاتابو 1   | توفيتا فتافحي بولوكا   | مستقل                          | 1،695   |
| تونجاتابو 2   | ʻUhilamoelangi Fasi    | مستقل                          | 962     |
| تونجاتابو 3   | سياوسي سوفاليني        | مستقل                          | 2،084   |
| تونجاتابو 4   | تاتافو مويكي           | مستقل                          | 1،237   |
| تونجاتابو 5   | إيساكي إيكي            | مستقل                          | 958     |
| تونجاتابو 6   | بواسي تي               | مستقل                          | 1،771   |
| تونجاتابو 7   | Sione Sangster Saulala | مستقل                          | 810     |
| تونجاتابو 8   | سيميسي فاكهاو          | الحزب الديمقراطي للجزر الصديقة | 1،020   |
| تونجاتابو 9   | Sevenitini Toumoʻua    | مستقل                          | 828     |
| تونجاتابو 10  | Pohiva Tuʻiʻonetoa     | حزب شعب تونغا                  | 1،303   |
| Eua 11        | تانييلا فوسيمالوهي     | مستقل                          | 1.072   |
| Haʻapai 12    | فيليامي هينغانو        | مستقل                          | 475     |
| Haʻapai 13    | فيفوسا تاكا            | الحزب الديمقراطي للجزر الصديقة | 731     |
| فافاو 14      | سايا بيوكالا           | الحزب الديمقراطي للجزر الصديقة | 1،010   |
| فافاو 15      | ساميو فايبولو          | مستقل                          | 747     |
| فافاو 16      | فيليامي لاتو           | مستقل                          | 1،047   |
| اونجو نيوا 17 | فاتاو هوى              | مستقل                          | 367     |
| المصدر:       |                        |                                |         |

### النبلاء
| الدائرة                  | مرشح منتخب                 | الأصوات |
| ------------------------ | -------------------------- | ------- |
| 'إيوا                    | اللورد نوكو                | 11      |
| هابي                     | اللورد Tu'iha'angana       | 5       |
| هابي                     | فتافحي فقفانوا             | 4       |
| Niuatoputapu و Niuafo'ou | الأمير Fotofili            | 2       |
| تونغاتابو                | Sialeʻataongo Tuʻivakanō   | 12      |
| تونغاتابو                | ʻAlipate Tuʻivanuavou Vaea | 13      |
| تونغاتابو                | سيون سيال فوه              | 10      |
| فافاو                    | Malakai Fakatoufifita      | 8       |
| فافاو                    | تونغا توتشافيتو            | 9       |
| المصدر: ماتانجي تونغا    |                            |         |

## ما بعد الانتخابات
بعد الانتخابات جرى تعيين فيليامي تانجي رئيسًا مؤقتًا. أعلن ثلاثة مرشحين في البداية ترشحهم لمنصب رئيس الوزراء، وهم: رئيس الوزراء المؤقت بوهيفا توتشونيتوا‘ ووزير المالية السابق آيزاكي إيكي‘ ونائب رئيس الوزراء السابق سياوسي سوفاليني. وفي وقت لاحق‘ سحب بوهيفا توتشونيتوا ترشيحه‘ تاركًا سوفاليني باعتباره المرشح الأوفر حظًا.
اجتمع برلمان تونجا في 15 ديسمبر لانتخاب رئيس للوزراء‘ حيث ترشيح كل من سوفاليني وإيكي. وجرى انتخاب سوفاليني بأغلبية 16 صوتا. أعيد انتخاب فتافهي فاكافانوا رئيساً لمجلس النواب.